# فيصل القضيبي
 فيصل جاسم عبد الله القضيبي مواليد دولة الكويت ، نائب سابق في مجلس الأمة الكويتي ، شارك في انتخابات مجلس الأمة الكويتي عام 1981 عن الدائرة الرابعة - الدعية - وحصل علي ( 888 ) وحصل علي المركز الأول ونجح بالانتخابات.

## سيرته
كان من مواقفه في مجلس 1981 التصويت علي تعديل الدستور في جلسة مجلس الامة عام 1982 والذي عارض علي مبدأ التعديل.